# Satyrus padma
Satyrus padma är en fjärilsart som beskrevs av Vincenz Kollar 1844. Satyrus padma ingår i släktet Satyrus och familjen praktfjärilar. Inga underarter finns listade.